# Myllflugor
Myllflugor (Heleomyzidae) är en familj av tvåvingar som ingår i ordningen tvåvingar och klassen egentliga insekter. Enligt Catalogue of Life omfattar familjen Myllflugor 724 arter.

## Dottertaxa till myllflugor, i alfabetisk ordning[1][2]
- Aberdareleria
- Acantholeria
- Allophylina
- Allophylopsis
- Amphidysis
- Anastomyza
- Aneuria
- Anorostoma
- Apophoneura
- Austroleria
- Blaesochaetophora
- Borboroides
- Borboropsis
- Cairnsimyia
- Cephodapedon
- Cinderella
- Desertoleria
- Diacia
- Dichromya
- Dioche
- Diplogeomyza
- Eccoptomera
- Epistomyia
- Fenwickia
- Gephyromyza
- Gymnomus
- Heleomicra
- Heleomyza
- Heteromyza
- Kiboleria
- Leriopsis
- Lutomyia
- Mayomyia
- Morpholeira
- Morpholeria
- Musca
- Neoleria
- Neorhinotora
- Neossos
- Nephellum
- Nidomyia
- Notomyza
- Oecothea
- Oldenbergiella
- Ollix
- Opomyza
- Orbellia
- Paraneossos
- Paratrixoscelis
- Pentachaeta
- Philotroctes
- Porsenus
- Prosopantrum
- Pseudoleria
- Psiloplagia
- Rhinotora
- Rhinotoroides
- Schroederella
- Scoliocentra
- Spilochroa
- Stuckenbergiella
- Suillia
- Tapeigaster
- Tephrochlaena
- Tephrochlamys
- Trixoleria
- Trixoscelis
- Waterhouseia
- Xeneura
- Zachaetomyia
- Zagonia
- Zentula
- Zinza